# 스카니아 G-시리즈
스카니아 G-시리즈는 스카니아에서 판매하는 덤프 트럭을 얘기한다. 대한민국에는 아시아자동차에 의해 1991년부터 수입되어 지금까지도 판매되고 있다.

## 스카니아 G-시리즈의 변천사
스카니아 G-시리즈는 우리가 각스카니아라고 부르는 2세대 스카니아와 1996년에 출시된 3세대 스카니아의 통합 후속이 되는 차종으로서 2004년에 처음으로 출시가 되었다. 2009년에는 1차 페이스리프트가 이뤄졌으며 2013년에 2차 페이스리프트가 이뤄졌고 2016년에 후속 모델인 스카니아 5세대에 자리를 물려주고 4세대는 단종이 되었다. 대한민국에서도 활발히 수입되는 차종으로서 덤프 트럭이기 때문에 다른 스카니아들과는 달리 침대칸이 작은 특징이 있다.

## 경쟁 차종
- 현대 엑시언트
- 타타대우 노부스
- 타타대우 프리마
- 메르세데스-벤츠
- MAN TGX
- 볼보트럭
- 이베코

## 같이 보기
- 스카니아
- 덤프트럭
- 화물자동차
- 상용차
- 스카니아 대형트럭 시리즈
- 스카니아 P-시리즈
- 스카니아 R-시리즈
- 스카니아 T-시리즈